# John E. Sarno
John Ernest Sarno (Williamsburg, estado de Nueva York; 23 de junio de 1923-Danbury, Connecticut; 22 de junio de 2017) fue profesor de medicina de rehabilitación clínica de la Escuela de Medicina de la Universidad de Nueva York y realizó su trabajo en el Instituto de Rehabilitación Howard E. Rusk del Centro Médico de la Universidad de Nueva York.

## Biografía
Sarno se graduó en el colegio de médicos y cirujanos de la Universidad de Columbia en 1950. En 1965 fue nombrado director del Departamento de Medicina Ambulatória en el Instituto Rusk. Es el creador del método de diagnóstico y tratamiento del Síndrome de miositis tensional o neuromuscular SMT o TMS por sus siglas en inglés, el cual no ha sido oficialmente aceptado por parte de la medicina convencional.
Sarno aseguró haber tratado exitosamente a más de diez mil pacientes en el Instituto Rusk de Nueva York, lo que según él evidencia la veracidad de su teoría y la efectividad de su tratamiento, incluso en pacientes con fibromialgia.
Sarno escribió acerca de sus experiencias en esta área en su primer libro sobre el SMT, Mind Over Back Pain. Su segundo libro, Healing Back Pain: The Mind-Body Connection, ha vendido más de 150 000 ejemplares. Su obra más reciente, escrita en colaboración con otros doctores, abarca el espectro total de los procesos fisiológicos mente-cuerpo y en sus antecedentes históricos dentro de la ciencia médica.

### Obras traducidas al español
- Sarno, John E. (2004). Libérese del dolor de espalda. Sirio. ISBN 978-84-7808-307-7.
- Sarno, John E. (2006). Curar el cuerpo, eliminar el dolor. Sirio. ISBN 978-84-7808-531-6.
- Sarno, John E. (2008). La mente dividida. Sirio. ISBN 978-84-7808-549-1.